# Alannah
Alanah je ženské křestní jméno. Může se odvozovat ze starého horního německého slova drahý či z gaelského termínu "a leanbh" což může znamenat krásná či dítě. Další varianty jsou Alannah, Alanis, Alana i možná Alena. Alainn znamená "krásný".

## Nositelky
- Alannah Curie, novozélandská muzikantka
- Alannah Hill, návrhářka
- Alaina Huffman, kanadská herečka
- Alanis Morissette, kanadská zpěvačka
- Alannah Myles, kanadská zpěvačka a skladatelka
- Alanna Ubach, americká herečka